# Euston Tower
Euston Tower è un grattacielo di 36 piani e alto 124 metri situato a Euston Road nel quartiere Camden di Londra, nel Regno Unito.

## Descrizione
La struttura è stata sviluppata da Joe Levy, che ha acquistato la proprietà lungo il lato nord di Euston Road per costruire un complesso edilizio per ospitare negozi, uffici e appartamenti. L'edificio, progettato da Sidney Kaye Eric Firmin & Partners in stile internazionale e costruito dalla George Wimpey, è stato completato nel 1970. I primi inquilini ad occupare il palazzo furono Inmarsat e Capital Radio.